# Bantam BRC

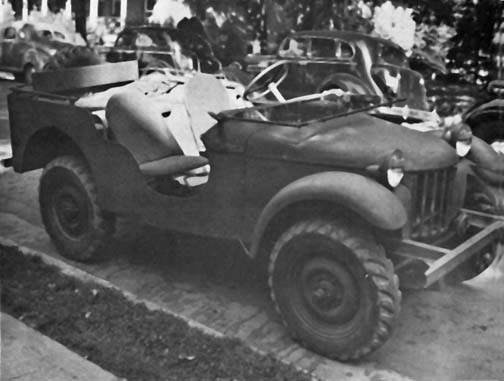
Pierwszy prototyp Bantama

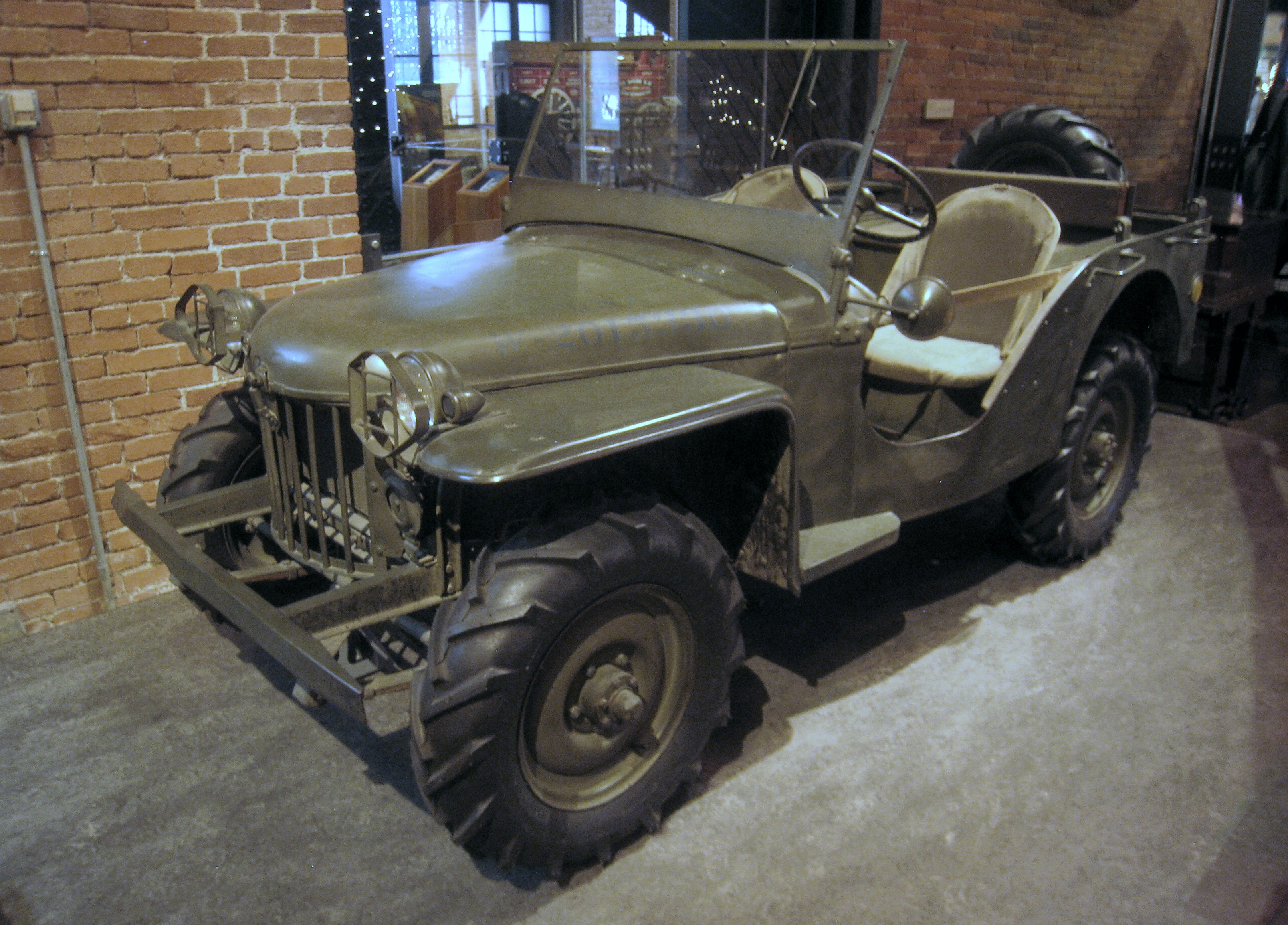
Bantam BRC-60

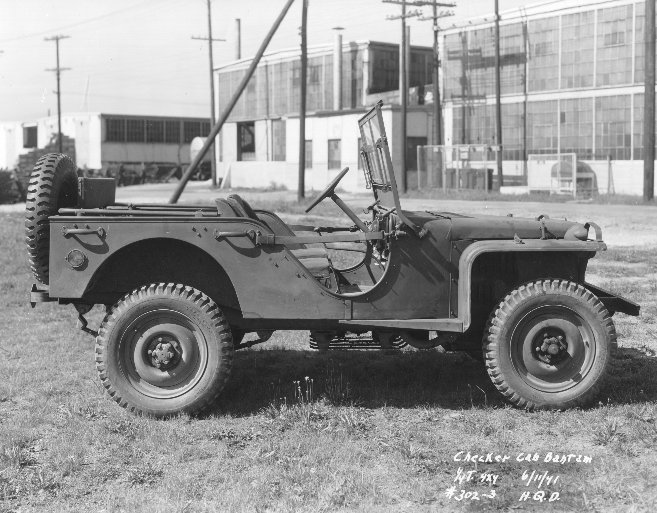
Bantam BRC-40

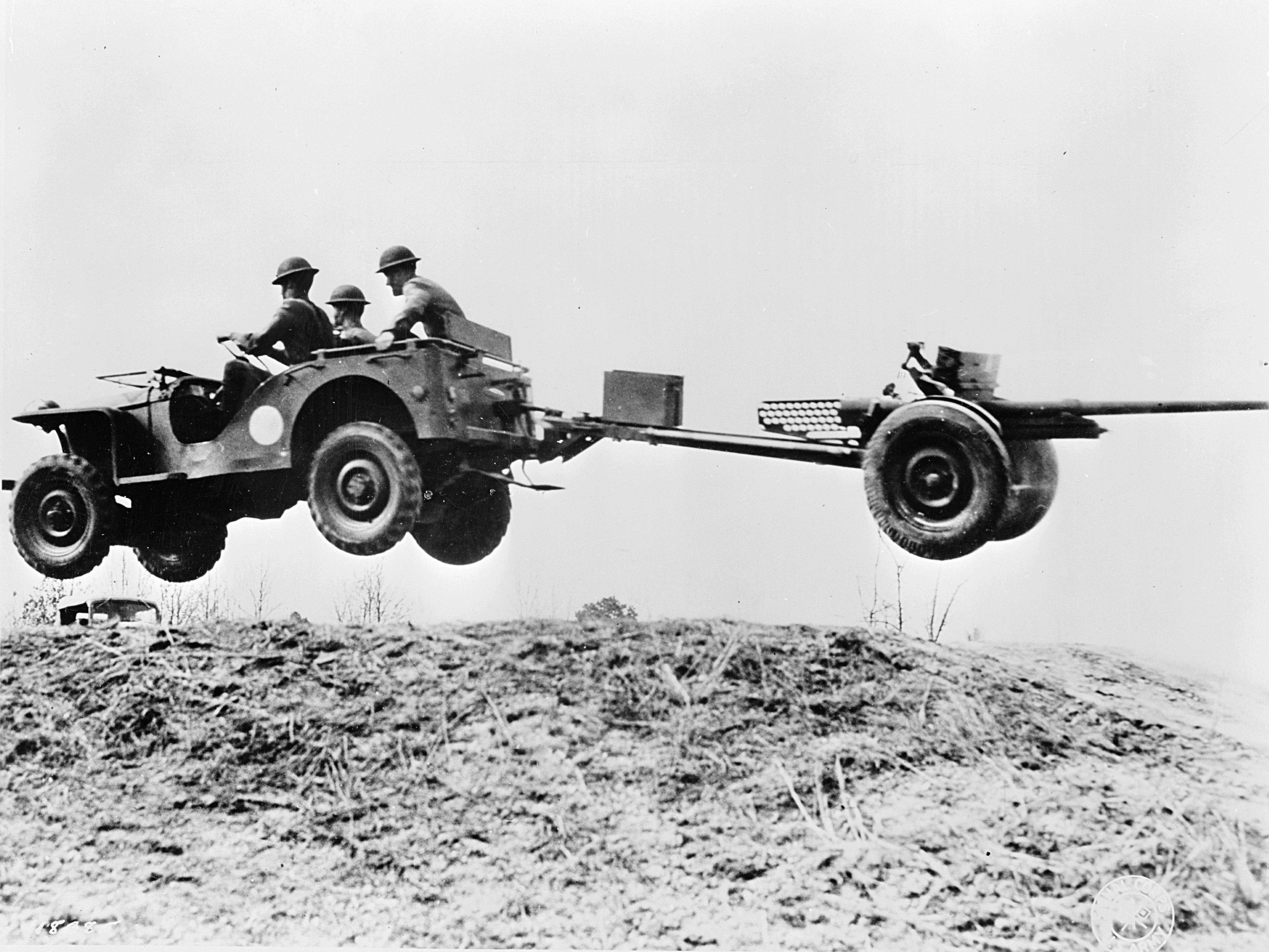
Bantam BRC-40 holujący działko 37 mm uchwycony „w locie”

Bantam BRC – samochód osobowo-terenowy konstrukcji amerykańskiej z okresu II wojny światowej, skonstruowany w 1940 roku, pierwowzór jeepa. Zbudowany w stosunkowo niewielkiej liczbie 2642 egzemplarzy, w kilku wersjach, używany był przez USA, Wielką Brytanię i ZSRR. Podstawowa wersja modelu to BRC-40 (ang. Bantam Reconnaissance Car 40).

## Historia projektu
W związku z przygotowaniami Stanów Zjednoczonych do wojny, amerykański Departament Wojny w lipcu 1940 roku ogłosił przetarg na lekki samochód wojskowy, do celów rozpoznawczych, łącznikowych i innych, klasyfikowany jako samochód ciężarowy o ładowności ćwierć tony i napędzie na cztery koła (truck, ¼ ton, 4x4). Już wcześniej, 27 maja 1940, Komitet Techniczny Uzbrojenia zaakceptował specyfikację samochodu, przewidującą m.in. napęd na cztery koła, proste otwarte nadwozie o obrysie zbliżonym do prostokątnego, trzy siedzenia (tylne podwójne), rozstaw osi 80 cali (2032 mm) i kół 47 cali (1194 mm), oraz masę do 590 kg. Wartość przetargu wynosiła 175 000 dolarów. Z uwagi na wysokie wymagania oraz bardzo krótki termin – 49 dni na dostarczenie prototypu i 75 dni na zbudowanie serii 70 pojazdów, tylko dwie ze 135 zapytanych amerykańskich firm samochodowych wyraziły zainteresowanie uczestnictwem – American Bantam Car i Willys-Overland.
American Bantam Car z Butler w Pensylwanii był małym producentem samochodów, nękanym kłopotami finansowymi, lecz dostrzegł dla siebie szanse w przetargu. Bantam otrzymał specyfikację warunków przetargu 17 lipca, po czym niezwłocznie zaangażował niezależnego konstruktora z Detroit Karla Probsta jako głównego projektanta samochodu. Jeszcze w drodze do Butler, Probst zamówił osie napędowe i skrzynkę rozdzielczą napędu z dwustopniowym reduktorem w zakładach Spicer w Toledo. Probst przybył na miejsce 18 lipca 1940, a wstępny projekt był gotowy już następnego dnia. Napęd samochodu stanowił czterocylindrowy silnik benzynowy Continental BY-4112 o pojemności skokowej 1835 cm³ i mocy 48 KM. Osie napędowe pochodziły z samochodu Studebaker Champion, z przegubami Spicer. Konstruktorzy zdecydowali jednak zignorować limit masy, uznając go za niemożliwy do wypełnienia i przewidując masę 841 kg (ostatecznie prototyp ważył 922 kg). Oferta Bantama została złożona 22 lipca, zaś 5 sierpnia zwyciężyła w przetargu, pokonując ofertę Willysa dzięki temu, że Bantam oferował zbudowanie prototypu w ciągu 49 dni, a Willys – aż 120 dni.
Firma Bantam ukończyła prototyp samochodu dokładnie na czas, dostarczając go 23 września, na własnych kołach, do odległego o 275 km centrum testowego Camp Holabird (do tej pory zdołał on przejechać tylko 250 km). Ciężkie 30-dniowe testy wytrzymałościowe, podczas których przejechał 5800 km, wypadły pozytywnie, a ujawniane awarie, w tym pęknięcie ramy, zdołano szybko usuwać (niesprawność dłuższa niż 24 godziny powodowałaby dyskwalifikację samochodu). Przedstawiciele wojska byli pod wrażeniem możliwości terenowych samochodu. 27 października Bantam był prezentowany Komisji Broni Pancernej w Forcie Knox. Pierwszy prototyp samochodu Bantama określany był jako model „pilotowy” (Bantam pilot model).

## Produkcja
Po prototypie firma Bantam zbudowała 70 samochodów przedseryjnych, oznaczonych jako Bantam Model 60 lub Mk II, znanych też w literaturze jako BRC-60. Główną różnicę wizualną stanowiło zastąpienie zaokrąglonych wytłaczanych błotników, pochodzących z samochodu osobowego Bantam, przez błotniki z panelu blachy wygiętego pod kątem prostym, oraz szersze wycięcia wejściowe w burtach. Podobnie jak w prototypie, miały one zwężającą się maskę z zaokrągloną kratą atrapy chłodnicy, z tym że otrzymały także prętowe osłony reflektorów, częściowo zagłębionych w błotnikach. Na życzenie armii, osiem samochodów wyposażono doświadczalnie w mechanizmy skrętu wszystkich kół.
Jeszcze przed dostawą samochodów przedseryjnych Bantam otrzymał zamówienie armii amerykańskiej na budowę serii 1350 ulepszonych samochodów, a następnie jeszcze 72, z tego 22 ze wszystkimi kołami skrętnymi. Seryjne samochody oznaczono jako BRC-40 (1940, Bantam Reconnaissance Car – Samochód Rozpoznawczy Bantam). Zmienił się ich wygląd – główną różnicą była preferowana przez armię płaska, szersza maska silnika, z płaską kratą osłony chłodnicy, na wzór opracowanych równolegle samochodów Ford GP. Reflektory pozostały jednak montowane na błotnikach, częściowo w nich zagłębione. Oprócz umieszczenia reflektorów, główną różnicą wizualną wobec Fordów GP i Willysów pozostały prostokątne błotniki przednie, z zaokrąglonym rogiem. Zbiornik paliwa przeniesiono z tylnej części pojazdu pod siedzenie kierowcy. Szyba przednia stała się solidniejsza, dzielona na dwie. Cenę samochodów udało się obniżyć z 1123 dolarów za pierwsze 500 sztuk do 938 dolarów.
Samochody tej klasy w USA nie były co do zasady przewidziane jako pojazdy bojowe, lecz BRC mógł przenosić uzbrojenie w postaci wielkokalibrowego karabinu maszynowego 12,7 mm (.50 cala) Browning M2HB na podstawie słupkowej montowanej centralnie do podłogi między przednimi siedzeniami, podobnie jak w późniejszych standardowych jeepach.
W związku z wyborem Willysa MB jako standardowego samochodu terenowego, Bantam nie otrzymał już dalszych zamówień armii amerykańskiej na samochody, a tylko na 10 000 przyczep do jeepów. Jedynie wyprodukowano ograniczoną liczbę samochodów dla odbiorców zagranicznych – w 1941 roku zbudowano na zamówienie brytyjskie 1001 pojazdów BRC-40, a w 1943 roku jeszcze 150 (pierwotnie zamówione przez Jugosławię). Łącznie, nie licząc prototypu, zbudowano 2642 samochody. Jeden samochód został zmontowany przez znaną z produkcji taksówek firmę Checker Cab Company w Kalamazoo, lecz nie uruchomiono tam ostatecznie produkcji.
Samochody te, oprócz armii amerykańskiej i brytyjskiej, używane były w ramach dostaw z programu lend-lease przez armię radziecką, począwszy od walk pod Moskwą jesienią 1941 roku. ZSRR otrzymał 531 samochodów BRC-40, z tego 500 przed końcem 1942 roku. Według innych publikacji, do ZSRR trafiło ogółem 808 samochodów, z czego około 530 otrzymała Armia Czerwona, a pozostałe używano przez inne służby (np. po adaptacji na samochody pożarnicze). Bantam był w ZSRR nazywany potocznie „bantikiem”. Kilkanaście lub więcej samochodów Bantam trafiło poprzez ZSRR lub z późniejszych dostaw UNRRA do ludowego Wojska Polskiego i polskich instytucji państwowych.

## Wpływ na inne konstrukcje
Druga firma, która wzięła udział w przetargu – Willys-Overland, nie miała jeszcze w chwili przetargu swojego projektu samochodu, a ofertę złożyła w oparciu o analizę kosztów i potrzebnego czasu. Pomimo przegranej, rozpoczęła jednak na własne ryzyko projektowanie i budowę prototypu. Chcąc uzyskać jak najlepsze samochody, amerykański Korpus Kwatermistrzowski (QMC) przekazał plany prototypu Bantama firmom Willys i Ford do wykorzystania w swoich projektach, zapoznawały się one również z prototypem podczas testów (pomimo protestów Bantama argumentowano, że armia zapłaciła za opracowanie projektu i może go pokazywać, komu chce). Pierwszy prototyp samochodu terenowego Willys Quad, podobny do Bantama i pokrewny konstrukcyjnie, dostarczono 11 listopada 1940. Wykorzystywał on te same osie i skrzynkę rozdzielczą firmy Spicer, lecz dzięki mocniejszemu silnikowi własnej konstrukcji, prototyp Willysa miał lepsze osiągi i w konsekwencji stał się podstawą do zamówionego przez armię modelu Willys MA (1500 sztuk), a następnie produkowanego w wielkiej liczbie tzw. standardowego jeepa Willys MB. Warto zaznaczyć, że w kawalerii zmechanizowanej USA podczas II wojny światowej, zwłaszcza jej oddziałach rozpoznawczych, potoczna nazwa „bantam” była powszechnie używana także dla określania jeepów Willysa.
W październiku 1940 armia amerykańska nakłoniła także zakłady Forda do wzięcia udziału w konstruowaniu samochodu terenowego. 23 listopada 1940 Ford przedstawił swój prototyp Ford Pygmy, również czerpiący z projektu Bantama (z nowości, wprowadził on m.in. szeroką i płaską maskę, zaadaptowaną później ze zmianami dla Bantama BRC-40 i standardowego jeepa Willys MB). Armia zamówiła 1500 samochodów Ford GP, po czym ulokowała w zakładach Forda wielkoseryjną produkcję modelu GPW – licencyjnego Willysa MB.
Określenie samochodu terenowego „jeep” zaczęło być podczas wojny utożsamiane z Willysem i firma ta wykorzystywała to w materiałach marketingowych. Na skutek skargi Bantama, w 1948 roku Federalna Komisja Handlu zakazała jednak Willysowi twierdzić, że jest twórcą jeepa, uznając, że idea skonstruowania jeepa powstała i została rozwinięta w firmie American Bantam, we współpracy z pewnymi oficerami Armii USA. Mimo to firma Bantam wkrótce zbankrutowała, a w 1950 roku Willys, produkujący nadal samochody terenowe swojej konstrukcji, zastrzegł następnie nazwę Jeep jako swoją markę.
Pojawienie się samochodu Bantam zainspirowało także powstanie konstrukcji radzieckich samochodów terenowych – w styczniu 1941 roku władze zleciły konstruktorom fabryki GAZ skonstruowanie własnego samochodu na wzór Bantama, widzianego w prasie. Wbrew spotykanym niekiedy opiniom, powstała w wyniku tego konstrukcja GAZ-64 z marca 1941 roku nie była w żaden sposób oparta na samochodach amerykańskich (do których zresztą Rosjanie nie mieli jeszcze wtedy dostępu), jedynie zapożyczono ogólną koncepcję konstrukcyjną, formę nadwozia i zbliżone wymiary. Jego rozwinięciem był lepiej znany GAZ-67.
Armia USA testowała w 1941 roku eksperymentalne niszczyciele czołgów na bazie BRC-40 z zamontowaną armatą M3 kalibru 37 mm. W modelu T2 armata z niską tarczą ochronną strzelała do przodu, w zakresie po 30° na boki, a w modelu T2E1 armata była zamontowana obrotowo w tylnej części, z polem ostrzału 360°, strzelając w normalnym położeniu do tyłu. Zbudowano 7 T2 i 11 T2E1, lecz uznano, że podwozie jest za lekkie dla armaty i działa następnie z nich zdemontowano.

## Dane techniczne

### Wymiary i masy
- Nadwozie: stalowe, otwarte, 4-miejscowe, mocowane na ramie prostokątnej
- Długość: 3240 mm
- Szerokość: 1430 mm
- Wysokość: 1780 mm (z rozłożonym dachem)
- Rozstaw osi: 2020 mm
- Rozstaw kół przód/tył: 1206 / 1205 mm
- Masa własna: 950 kg
- Prześwit: 220 mm

### Układ napędowy
- Silnik: Continental BY-4112 – gaźnikowy, 4-suwowy, 4-cylindrowy rzędowy, dolnozaworowy, chłodzony cieczą, umieszczony podłużnie z przodu[1]
- Pojemność skokowa: 1835 cm³[1]
- Średnica cylindra x skok tłoka: 81 × 99 mm
- Moc maksymalna: 48 KM przy 5400 obr./min
- Maksymalny moment obrotowy: 11,1 kgf · m (109 Nm)
- Stopień sprężania: 6,83:1
- Układ zasilania silnika: gaźnik
- Skrzynia biegów: przekładniowa mechaniczna 3-biegowa, skrzynka rozdzielcza napędu z dwustopniowym reduktorem terenowym
- Napęd: na 4 koła (na przednie koła dołączany)

### Zawieszenie
- Zawieszenie przednie: zależne – oś sztywna, resory półeliptyczne
- Zawieszenie tylne: zależne – oś sztywna, resory półeliptyczne
- Hamulce: bębnowe
- Ogumienie: 5,50x16 lub 6,00x16

### Dane użytkowe
- Prędkość maksymalna: 86 km/h
- Zużycie paliwa: ok. 12 l/100 km
- Pojemność zbiornika paliwa: 38 l
- Zasięg po szosie: 315 km
- Minimalny promień skrętu: 5,45 m

Główne źródło: